# 疋田博子
疋田 博子（ひきた ひろこ、1965年（昭和40年）3月17日 - ）は、日本のソプラノ歌手。徳島文理大学短期大学部准教授。四国二期会理事。
武蔵野音楽大学音楽学部声楽学科卒業。武蔵野音楽大学大学院音楽研究科修士課程修了。徳島県徳島市出身。

## 経歴
徳島県徳島市出身。徳島県立城東高等学校卒業。1983年（昭和58年）、武蔵野音楽大学音楽学部声楽学科を卒業。東京学芸大学で研究生として学んだ後、1990年（平成2年）に武蔵野音楽大学大学院音楽研究科を修了。これまでに声楽を横井順子、稲垣泰子、大島洋子、フランツ・ルカソフスキーに師事。
大学卒業後は四国二期会に所属し、フィガロの結婚のスザンナ役やヘンゼルとグレーテルのグレーテル役など、多数のオペラやコンサートに出演する。その後、1998年（平成10年）に正団員、2015年（平成27年）より理事に就任。
1990年（平成2年）、徳島文理大学音楽学部の非常勤講師に就任。2006年（平成18年）から2007年（平成19年）までは徳島大学総合政策学部の非常勤講師を務めた。2018年（平成30年）より徳島文理大学短期大学部の准教授に就任。